# 靚妹正傳
《靚妹正傳》是1987年上映的一齣传记剧情電影，由楊羚、區海倫、施偉然主演，為導演邱禮濤的電影處女作。本片入圍第7屆香港電影金像獎最佳新人及最佳美術指導提名。

## 劇情
在舊式屋邨從小一起長大的阿珊（楊羚 飾）和海倫（區海倫 飾）情同姊妹，一次同被選中出演青春片《擁抱》。海倫愛上了唱片騎師阿力（施偉然 飾），對他早已對阿珊萌生愛意一事並不知情。海倫以為阿珊搶走自己的男朋友，在誤會下她們從好朋友反目成陌路人。一次，阿珊因拒演祼露床戲遭電影公司武力逼迫，不但動粗打人，還迫她吞下迷幻藥拍戲，雖然得到導演的同情，但最後還是忍淚就範。在電影記者招待會上，她心不甘情不願地出席，但最終還是忍不住翻桌離場。電影上映後票房大賣，電影公司又來找阿珊拍續集。已與阿力同居的她不願再拍戲，為免連累阿力，她悄悄地從阿力家出走，以避開電影公司再迫她。後來海倫頂替了阿珊的戲份，星運頗佳。一日，海倫在街上看見大腹便便又無家可歸的阿珊，兩人冰釋前嫌，海倫決定留她在家中居住。阿珊18歲生日那天，帶着幾分醉意的電影公司老闆又再前來滋擾，阿珊在糾纏期間意外摔倒，下體出血......
本片取材被認為影射女演員林碧琪於1982年拍攝電影《靚妹仔》期間被強暴的傳聞（她憑該片獲得香港電影金像獎最佳女主角）。

## 角色
- 楊羚 (飾阿珊)
- 區海倫 (飾海倫)
- 施偉然 (飾阿力)
- 五人時期Beyond (客串 酒吧樂隊表演)
- 杜麗莎

## 電影歌曲

### 主題曲
| 歌名               | 演唱者 | 作曲   | 填詞   |
| 【粵】〈未曾〉     | 馮曉文 | 解承強 | 林夕   |
| 【國】〈為了什麼〉 | 馮曉文 | 解承強 | 劉卓輝 |

### 插曲
| 歌名                                         | 演唱者   | 作曲   | 填詞   |
| 〈昔日舞曲〉                                 | Beyond   | 黃家駒 | 黃家駒 |
| 〈假如〉                                     | 杜麗莎   | 羅大佑 | 林敏驄 |
| 〈苦戀〉                                     | 小島樂隊 | 黎允文 | 劉卓輝 |
| 〈You always tend to lose the one you love〉 | 李錦華   | 翁家齊 | 劉卓輝 |
| 〈錯愛〉                                     | 李錦華   | 唐奕聰 | 劉卓輝 |
| 〈等車漢子〉                                 | 小島樂隊 | 黎允文 | 劉卓輝 |
| 〈隨緣〉                                     | 張全復   | 羅大佑 | 劉卓輝 |

## 獎項
| 年份 | 頒獎典禮            | 獎項         | 名字   | 結果 |
| ---- | ------------------- | ------------ | ------ | ---- |
| 1988 | 第7屆香港電影金像獎 | 最佳新人     | 楊羚   | 提名 |
| 1988 | 第7屆香港電影金像獎 | 最佳美術指導 | 關柏煊 | 提名 |

## 外部連結
- 香港影庫上《靚妹正傳》的資料（繁體中文）
- 时光网上《靚妹正傳》的資料（简体中文）
- 豆瓣电影上《靚妹正傳》的資料 （简体中文）
- 互联网电影数据库（IMDb）上《靚妹正傳》的资料（英文）